# Formocryptus pulcherrimus
Formocryptus pulcherrimus là một loài tò vò trong họ Ichneumonidae.